# Neue Nicolaikirche
Die evangelische Neue Nicolaikirche im Frankfurter Stadtteil Ostend wurde im Jahr 1909 eingeweiht und nach Kriegszerstörung 1959 unter Einbeziehung des alten Kirchturms neu gebaut. Sie ist nach der ursprünglichen Gemeindekirche, der Alten Nikolaikirche benannt.

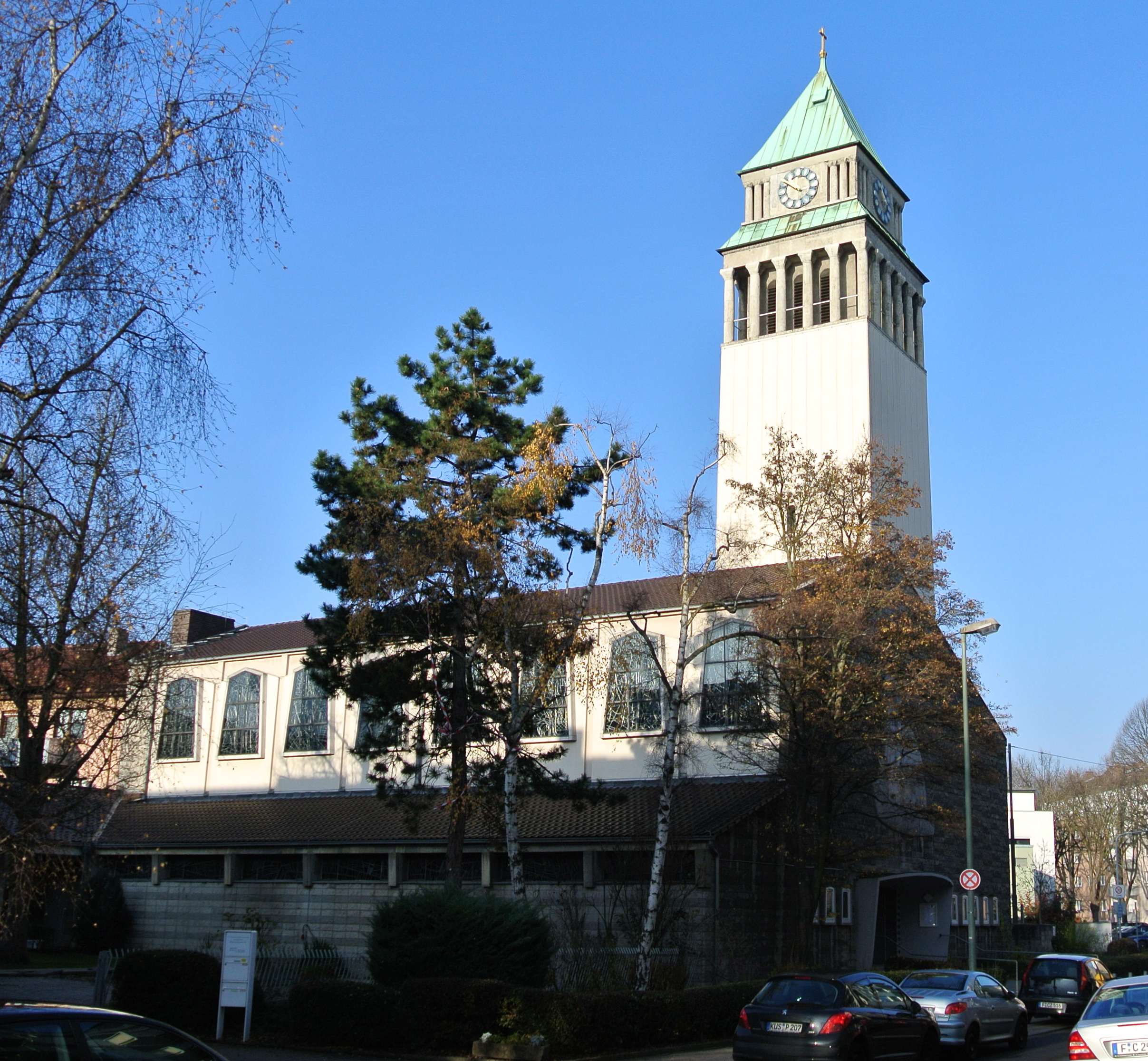
Neue Nicolaikirche

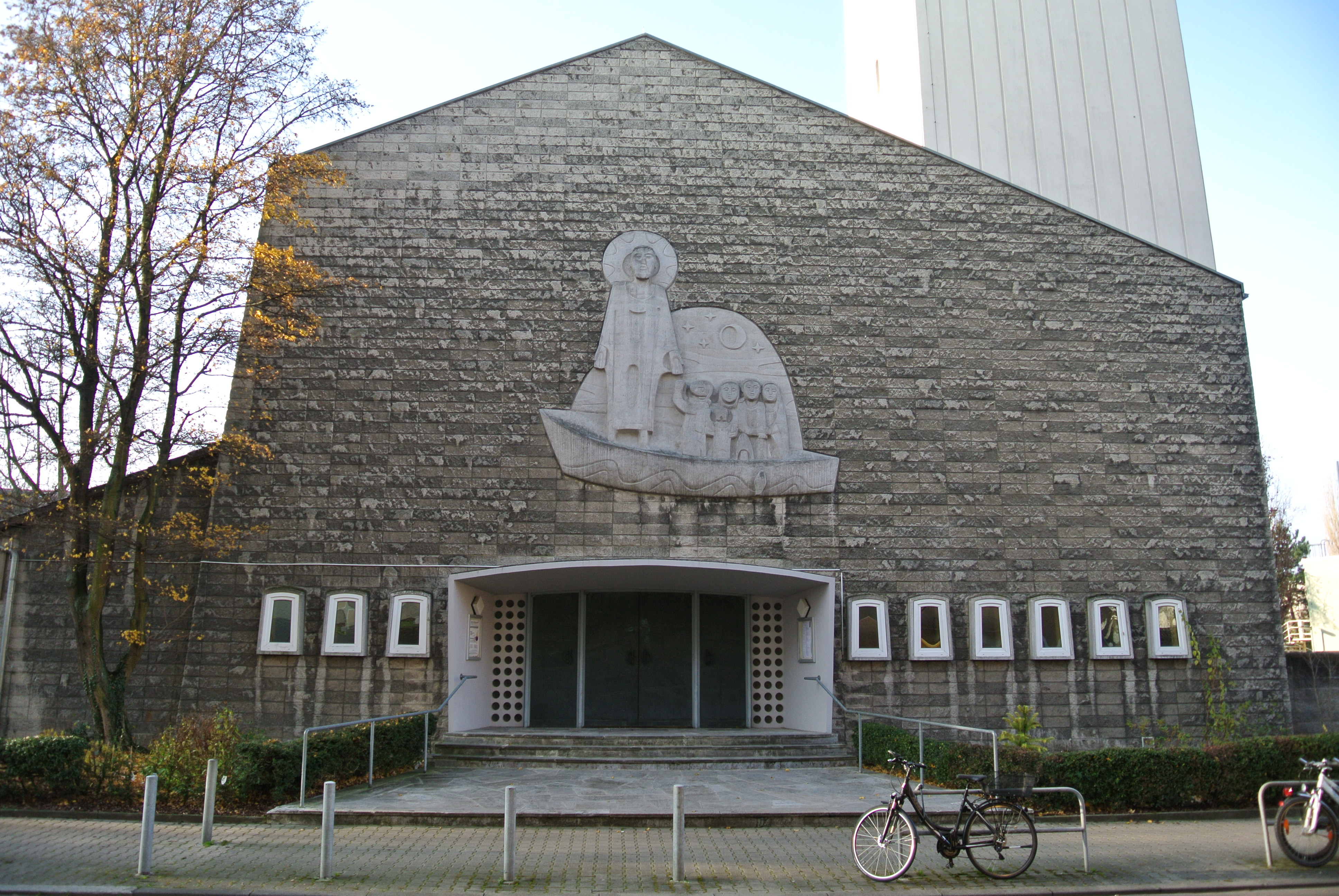
Ostfassade

## Vorgeschichte
Als Anfang des 20. Jahrhunderts im Frankfurter Stadtgebiet aus der evangelisch-lutherischen Stadtgemeinde sechs neue evangelische Kirchengemeinden gebildet wurden, wurde der Alten Nikolaikirche am Römerberg ein Gemeindegebiet im Frankfurter Ostend zugeordnet, das von der östlich der Kirche gelegenen Fahrgasse bis zum weit im Osten Frankfurts gelegenen Riederwald reichte. Die Kirche lag ca. 350 Meter westlich außerhalb des Gemeindegebiets. Das östliche Gemeindegebiet im Riederwald war sogar über 4 Kilometer vom Kirchengebäude entfernt. Daher und aufgrund der großen Zahl der Gemeindeglieder entstand der Wunsch nach einer eigenen neuen Kirche. Inmitten des gründerzeitlichen Quartiers wurde das Eckgrundstück Rhönstraße / Waldschmidtstraße hierfür vorgesehen.

## Beschreibung und Entwicklung
Die Nicolaikirche entstand nach Plänen der Architekten Curjel & Moser im Stil der Neoromanik. Das mächtige Gebäude hatte als Grundform ein Kreuz mit gleich langen Armen. Der markante, quadratische, vierzig Meter hohe Glockenturm weist mit seiner Säulengalerie klassizistische Gestaltelemente auf. Der Innenraum war reich ausgemalt und mit Jugendstilelementen verziert. Die Farbverglasungen gestaltete der Frankfurter Glasmaler Otto Linnemann im Jahr 1909. Im Zweiten Weltkrieg wurde im Oktober 1943 das Kirchenschiff bei den Luftangriffen auf Frankfurt am Main durch Fliegerbomben zerstört. Der übrig gebliebene Kirchturm wurde 1954 instand gesetzt, er steht unter Denkmalschutz.
Das Kirchenschiff wurde von dem Architekten Hans Bartolmes neu gebaut. Ähnlich wie auch bei der Epiphaniaskirche wurde der bestehende Turm in die Neukonzeption einbezogen. Auf den alten Grundriss wurde auf Wunsch der Gemeindevertretung zugunsten eines rechteckigen Baukörpers verzichtet. Zusammen mit dem Gemeindesaal und dem Pfarrhaus bildet das Ensemble einen dreiseitig umschlossenen Hof. Bartolmes konzipierte eine Basilika mit einem asymmetrischen Querschnitt. Das südliche Seitenschiff setzt weit unter der Traufe des Hauptschiffs an, sodass eine Obergadenwand entsteht. Auf der Nordseite hingegen schließt das Seitenschiff auf gleicher Höhe wie das Mittelschiff an. Die Asymmetrie zeigt sich auch bei dem Satteldach, dessen Traufen unterschiedlich hoch sind. Die Außenwände bestehen überwiegend aus farbigen Betonsteinen, einem Novum zur damaligen Zeit. Die Obergadenwand über dem Seitenschiff ist verputzt und mit acht trapezförmigen Fenstern versehen. Das südliche Seitenschiff selbst wird durch ein Fensterband unterhalb der Traufe belichtet. Auf der gegenüberliegenden nördlichen Turmseite ist die Längswand durch schräg auskragende, vertikale, schlanke Fenster gegliedert. Der Haupteingang befindet sich im Osten. Darüber ist ein Relief des Bildhauers Albrecht Glenz angebracht, das Jesus mit seinen Jüngern auf dem See Genezareth zeigt.
Der Innenraum ist durch Betonrahmen als wesentliche Konstruktionselemente gegliedert. Im nördlichen Seitenschiff ist eine Empore angeordnet, sodass es hinsichtlich seiner Proportionen mit dem niedrigen südlichen Seitenschiff korrespondiert. Dadurch treten beide Seitenschiffe optisch zurück. Unter der Empore am Übergang des nördlichen Seitenschiffs zum Chor ist eine Tageskapelle durch Glaswände abgeteilt.

## Ausstattung und Geläut
Die Atmosphäre des Innenraums wird in besonderer Weise von den Buntglasfenstern bestimmt, die von Hans Heinrich Adam gestaltet und von Karl Jörres ausgeführt wurden. Der Altarraum ist durch ein wandhohes Fenster geprägt, das nach einem Kirchenlied als Morgenglanz der Ewigkeit bezeichnet wird. Die übrigen acht Fenstermotive in der Obergadenwand sind figürlich und erzählen von der Königsherrschaft Christi. Die beiden jeweils äußeren Fenster beziehen sich auf das Gesetz und die Propheten (Mose, David, Jesaja und Johannes der Täufer) sowie auf die Verkündigung durch die Apostel und Bekenner (Petrus, Paulus, St. Nikolaus und Martin Luther). Die vier mittleren Fenster zeigen das Leben und Wirken Christi (Stillung des Sturms, Jesus vor Pontius Pilatus, Christi Himmelfahrt, Jesus als Weltenretter).
Vom Architekten stammen auch die Entwürfe für den Altar, die Leuchter, das Taufbecken und das Lesepult. Der Altar und das Taufbecken bestehen aus dunklem Lahnmarmor. Die Bildhauerin Käte Möbius schuf die keramischen Reliefs an der Kanzel, die die vier Evangelisten darstellen. Das Altarkruzifix fertigte Albrecht Glenz an.
Die Orgel auf der östlichen Empore über dem Haupteingang mit 34 Registern auf drei Manualen und Pedal wurde 1959 von Werner Bosch Orgelbau gebaut. Nach einem Umbau und einer Umstellung der Disposition sind heute von den drei Manualen zwei mit voneinander unabhängiger Schwellwerks-Funktion versehen. Die vorhandene Setzeranlage mit 32 Setzerebenen wurde 2016 gegen eine moderne Setzeranlage mit 10.000 Setzerebenen ausgetauscht.
Von den vier Glocken stammt die kleinste aus dem Jahr 1909, die drei größeren Glocken wurden 1956 von der Glocken- und Kunstgießerei Rincker gegossen. Von den vier aus dem Einweihungsjahr 1909 stammenden Glocken mussten drei zu Rüstungszwecken im Ersten Weltkrieg abgegeben werden, die erst 1924 wieder ersetzt werden konnten. Diese drei neuen Glocken mussten für den Zweiten Weltkrieg als Metallspende des Deutschen Volkes auch wieder abgeliefert werden. Erst 1956, als das Kirchengebäude immer noch nicht neu aufgebaut war, wurden die Glocken wieder ergänzt. Die vier Glocken erklingen in den Tönen cis-e-fis-a, einem sogenannten Parzival- oder Idealmotiv.